# Rituparna Das
Rituparna Das (* 10. Februar 1996 in Haldia, Westbengalen) ist eine indische Badmintonspielerin.

## Karriere
Rituparna Das startete 2012 und 2013 bei den Badminton-Juniorenweltmeisterschaften. Bei den Ramenskoe Juniors 2011 und den Indian Juniors 2013 belegte sie Rang drei, bei den Indian Juniors 2012 Rang zwei. Bei den indischen Badmintonmeisterschaften 2013 gewann sie ebenfalls Silber. Bei der Bahrain International Challenge 2014 wurde sie Dritte.